# Wally Wingert
Wallace Wingert est un acteur américain et ancien DJ.
Ses rôles incluent Almighty Tallest Red dans Zim l'envahisseur, Renji Abarai dans Bleach, Kotetsu T. Kaburagi / Wild Tiger dans Tiger & Bunny, le Riddler dans la série Batman: Arkham, Jon Arbuckle dans The Garfield Show et la mascotte de HH Gregg. Il n'a aucun lien de parenté avec son collègue comédien Mick Wingert.

## Biographie

### Jeunesse
Wingert est né à Des Moines, Iowa mais a rapidement déménagé à Sioux Falls, Dakota du Sud.

### Carrière
Il commence sa carrière à la radio en tant que disc-jockey en 1977, à l'âge de 16 ans. Il a finalement déménagé à Los Angeles, en Californie, en 1987, poursuivant sa carrière radiophonique.
Après cinq ans, il a finalement quitté la station de radio et poursuivait une carrière d'acteur. Après le décès de Kevin Conroy en novembre 2022, Wingert a publié une histoire sincère sur la façon dont il a cité sa rencontre avec Conroy comme une influence majeure sur sa carrière.

### Vie privée
Wingert réside actuellement à Palm Springs, en Californie. Dans ses temps libres, il aime collectionner des œuvres d'animation, des autographes, des dessins, des costumes de cinéma et de télévision, des jouets de collection et des produits rock and roll.

## Filmographie
Sauf indication contraire, les informations mentionnées dans cette section peuvent être confirmées par la base de données cinématographiques IMDb,  présente dans la section « Liens externes ».

### Jeux vidéo
- 2009 : Batman: Arkham Asylum : Edward Nigma / Riddler
- 2011 : Batman: Arkham City : Edward Nigma / Riddler
- 2013 : Batman: Arkham Origins : Edward Nigma / Riddler
- 2015 : Batman: Arkham Knight : Edward Nigma / Riddler
- 2018 : Lego DC Super-Vilains : Edward Nigma / Riddler